# Gadenavneskilt
Gadenavneskilte sættes op i byerne for at lette borgernes orientering i bymiljøet ved at fortælle hvilket gadenavn vejen eller gaden har. 

Der findes flere typer gadenavneskilte:
- på lav galge, som anvendes i nye boligområder og ved større indfaldsveje,
- på stander over hovedhøjde i kryds
- skilte på mur i bykernen.